# Robert Resnick (Physiker)
Robert Resnick (* 11. Januar 1923 in Baltimore; † 29. Januar 2014 in Pittsburgh) war ein US-amerikanischer Physiker.

## Leben
Resnick ging auf High School des Baltimore City College mit dem Abschluss 1939. Er studierte Physik an der Johns Hopkins University mit dem Bachelor-Abschluss 1943 und der Promotion 1949. Danach wurde er Assistant Professor an der University of Pittsburgh. 1956 wurde er Professor am Rensselaer Polytechnic Institute. Dort leitete er für 15 Jahre das interdisziplinäre Komitee für Lehre der Naturwissenschaften. Ab 1974 war er Edward P. Hamilton Distinguished Professor of Science Education. 1993 ging er in den Ruhestand. Er gründete dort das Robert Resnick Center for Physics Education und stiftete die Robert Resnick Lecture, mit der bekannte Wissenschaftler an das Rensselaer Polytechnic eingeladen werden.
Mit David Halliday, den er zuerst in den 1950er Jahren an der University of Pittsburgh traf, schrieb er ein nicht nur in den USA verbreitetes einführendes Physik-Lehrbuch, das zuerst 1960 erschien als Physics for Students of Science and Engineering. Es erlebte viele Auflagen und wurde von beiden später Kenneth S. Krane zur Überarbeitung von Folgeauflagen übergeben. Bald darauf folgte das noch einfacher gehaltene Fundamentals of Physics. Später wurde es von Jearl Walker überarbeitet (10. Auflage, 5 Bände, Fundamentals of Physics). Es wurde in mehr als 47 Sprachen übersetzt. Auch sein Lehrbuch der Kernphysik war erfolgreich und wurde in 4 Sprachen übersetzt.
1964/65 war er Gastprofessor an der Harvard University und von 1981 bis 1985 hatte er eine Ehren- und Gastprofessur in der Volksrepublik China.
1975 erhielt er die Oersted Medal der American Association of Physics Teachers, deren Präsident er von 1986 bis 1990 war. Er war Fellow der American Physical Society und der American Association for the Advancement of Science.

## Schriften (Auswahl)
- mit David Halliday, Kenneth Krane: Physics, Wiley, 4. Auflage 1992,  ISBN 978-0-471-80458-1, Nachauflage in 2 Bänden 2001
  - Deutsche Ausgabe, Halliday, Resnick: Physik, 2 Bände, De Gruyter 2020, ISBN  9783110880373 und 9783110860764
- mit David Halliday, Jearl Walker: Fundamentals of Physics, 12. Auflage, Wiley 2021, ISBN 978-1-119-77351-1
  - Deutsche Ausgabe: Halliday Physik für natur- und ingenieurwissenschaftliche Studiengänge, Wiley 2019, mit Übungsbuch (Set mit Lehr- und Übungsbuch, Wiley 2017, ISBN  9783527413584)

- Introduction to Special Relativity, John Wiley & Sons, 1968
- Basic Concepts in Relativity and Early Quantum Theory, John Wiley & Sons, 1972
- mit Robert Martin Eisberg: Quantum Physics of Atoms, Molecules, Solids, Nuclei and Particles, 2. Auflage, John Wiley & Sons, 1985, Archive